# Hemimycale
Hemimycale är ett släkte av svampdjur. Enligt Catalogue of Life ingår Hemimycale i familjen Hymedesmiidae, men enligt Dyntaxa är tillhörigheten istället familjen Phoriospongidae.
Kladogram enligt Catalogue of Life och Dyntaxa:
| Hemimycale | \| \| Hemimycale arabica \| \| \| \| \| \| Hemimycale columella \| \| \| \| \| \| Hemimycale rhodus \| \| \| \| |
|            | \| \| Hemimycale arabica \| \| \| \| \| \| Hemimycale columella \| \| \| \| \| \| Hemimycale rhodus \| \| \| \| |
|            | Acanthancora |
|            | |
|            | Hamigera |
|            | |
|            | Hymedesmia |
|            | |
|            | Kirkpatrickia                                                                                                   |
|            | |
|            | Myxodoryx |
|            | |
|            | Phorbas |
|            | |
|            | Plocamionida |
|            | |
|            | Pseudohalichondria                                                                                              |
|            | |
|            | Spanioplon |
|            | |
|            | Hemimycale arabica                                                                                              |
|            | |
|            | Hemimycale columella                                                                                            |
|            | |
|            | Hemimycale rhodus                                                                                               |
|            | |

|  | Hemimycale arabica   |
|  |                      |
|  | Hemimycale columella |
|  |                      |
|  | Hemimycale rhodus    |
|  |                      |